# Kościół ewangelicki w Hażlachu

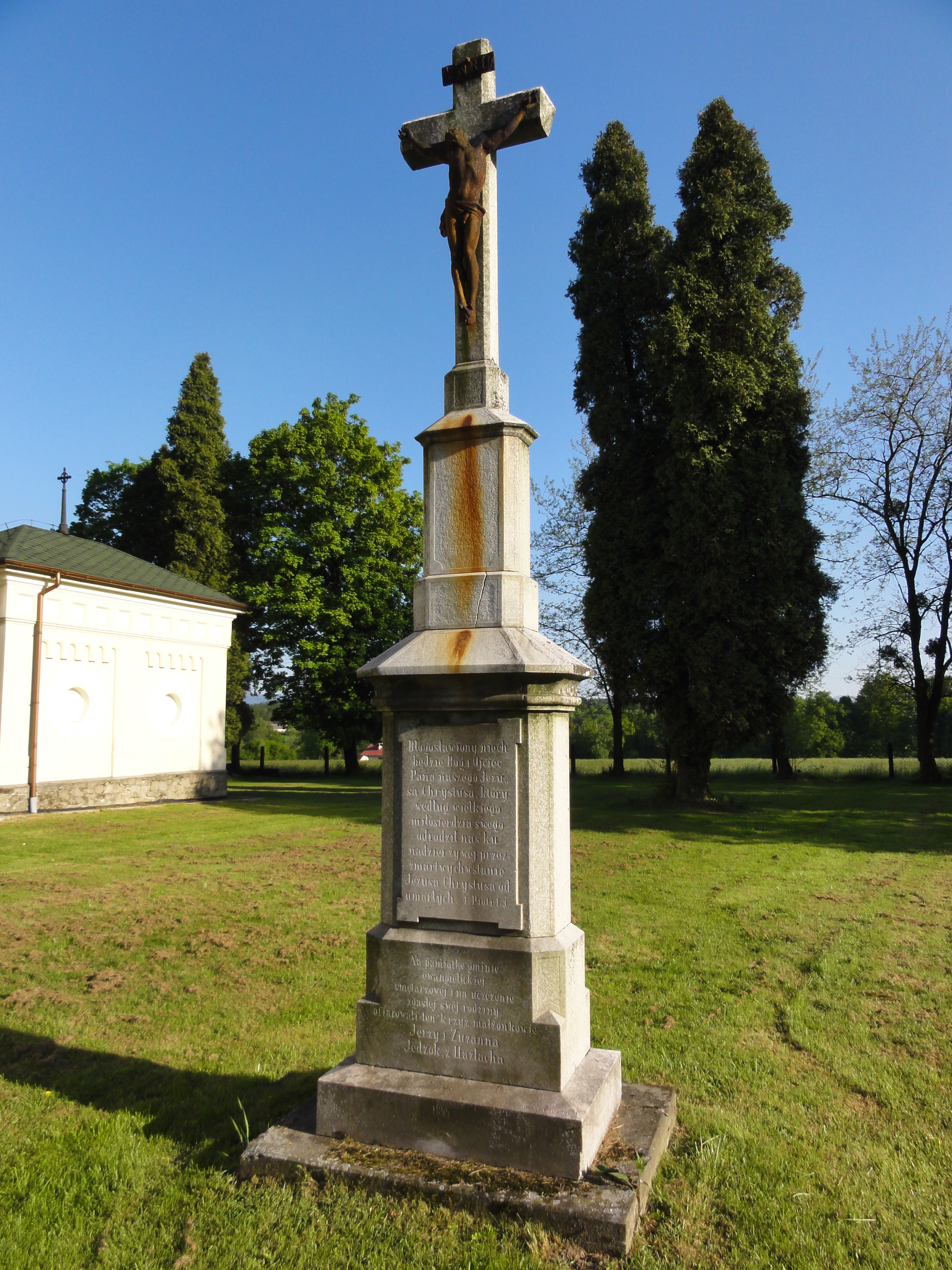
Krzyż przy kościele

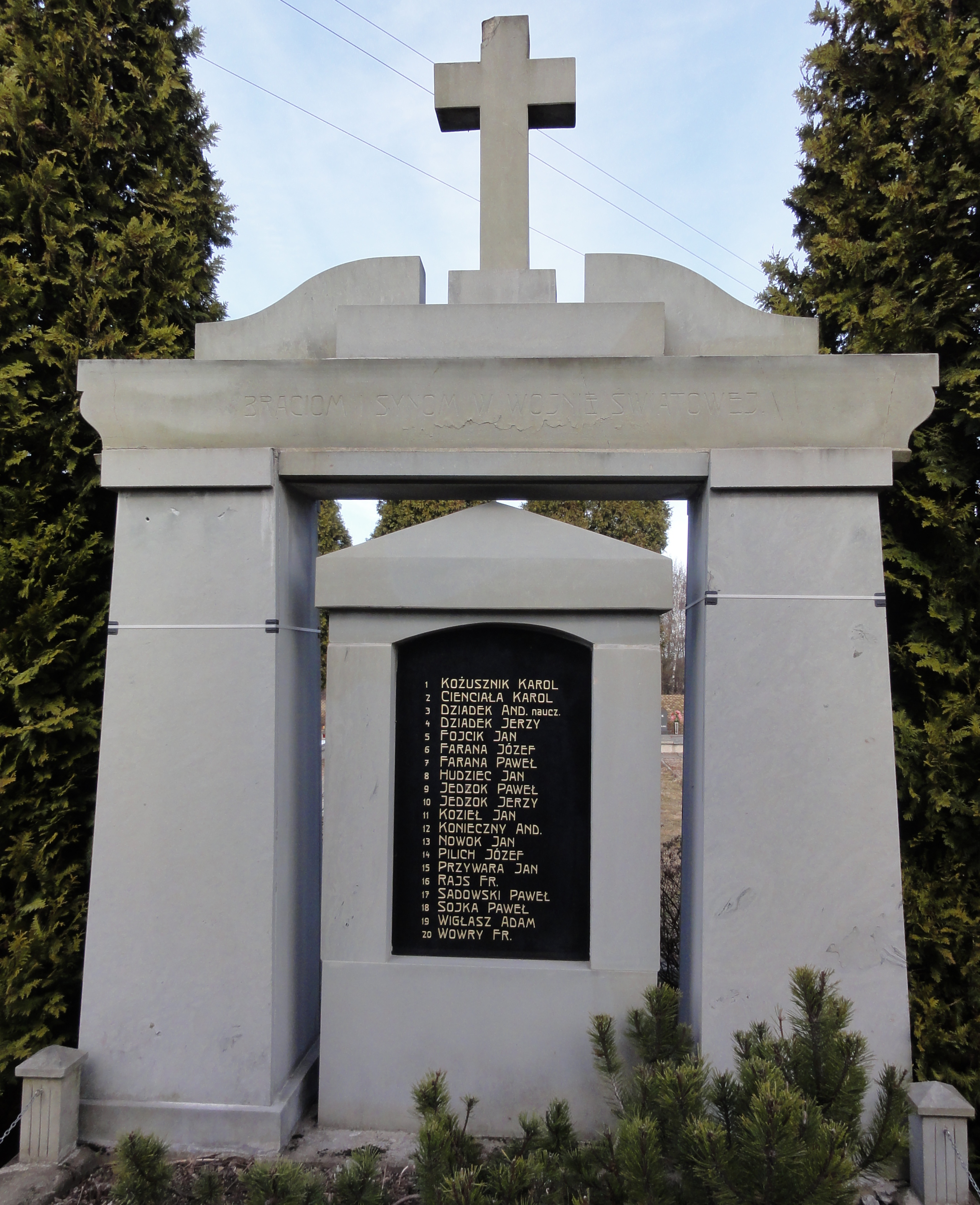
Pomnik poległych w I wojnie światowej

Kościół ewangelicki w Hażlachu – kościół ewangelicko-augsburski w Hażlachu, w województwie śląskim w Polsce. Należy do parafii ewangelicko-augsburskiej w Cieszynie.

## Historia
Hażlach pozostawał od 1532 r. własnością rodziny Bludowskich z Błędowic Dolnych. Joachim Bludowski, który odziedziczył po swoim ojcu wieś, był pierwszym ewangelickim przedstawicielem tej rodziny.
Pierwszym znanym księdzem ewangelickim pełniącym pracę w Hażlachu był Jan Pragenus, powołany tu w 1636 r. z Pogwizdowa. W 1646 r. został przeniesiony do zboru w Błędowicach Dolnych.
Od momentu śmierci księżnej Elżbiety Lukrecji w 1653 r. Hażlach przechodzi wraz z całym Księstwem Cieszyńskim we władanie Habsburgów. Rozpoczęły się prześladowania ludności ewangelickiej, w dniu 18 kwietnia 1654 r. zamknięty zostaje drewniany kościół. Od tej pory nabożeństwa odbywają się potajemnie w leśnych kościołach.
Po powstaniu Kościoła Jezusowego w Cieszynie, w którego budowę wkład mieli również miejscowi wierni, mieszkańcy Hażlacha uczęszczają tam na nabożeństwa, a dzieci posyłają do cieszyńskiej szkoły ewangelickiej.
Po wybuchu Wiosny Ludów dwie rodziny z Hażlacha w 1850 r. decydują się na sprowadzenie nauczyciela o nazwisku Glajcar i utworzeniu podwalin pod szkołę ewangelicką we wsi. Nauka odbywała się w mieszkaniu Jerzego Jedzoka. W 1852 r. założono Ewangelicką Gminę Szkolną Hażlach-Brzezówka. Na zakupionym polu rozpoczęto budowę szkoły, która trwała do 1853 r. Obiekt poświęcili księża Gustaw Kłapsia z Cieszyna i Andrzej Drózd z Drogomyśla. Pierwszym nauczycielem w szkole został Jerzy Pomykacz z Gutów. Nakłady finansowe na jej utrzymanie były łożone przez mieszkańców Brzezówki, Hażlacha, Marklowic i Rudowa.
W 1858 r. założony zostaje cmentarz ewangelicki w Hażlachu, poświęcony 24 czerwca 1858 r. W następnym roku postawiono na nim drewniany krzyż.
Budowę kaplicy cmentarnej rozpoczęto w 1872 r. nakładami wiernych z wsi będących częścią gminy szkolno-cmentarnej, a także miejscowych katolików i właściciela gospody, żyda. Duży wkład w jej powstanie miał Jan Górniak, będący dzierżawcą dóbr arcyksiążęcych. Kaplica została ukończona latem tego samego roku, ale z powodu braku dzwonów nie została poświęcona. Jan Górniak napisał więc prośbę do cesarza niemieckiego Wilhelma I Hohenzollerna o przekazanie na ten cel zużytych armat. Otrzymano trzy armaty, które w odlewni Petera Hilzera w Wiener Neustadt przetopiono na dwa dzwony.
Poświęcenie kaplicy przez księdza Leopolda Otto miało miejsce 8 września 1873 r. Wyposażanie świątyni kontynuowano w kolejnych latach. W 1874 r. dostawiono złote gwiazdy na krzyż i lichtarz, a w 1875 r. zakupiono ołtarz z obrazem Wieczerzy Pańskiej. Obiekt ogrodzono w 1879 r., a w 1894 ofiarowano kamienny krzyż na pamiątkę ewangelickiej gminy cmentarnej i nieżyjącej rodziny gospodarza Jerzego Jedzoka.
W kaplicy odbywało się rocznie 20 nabożeństw pogrzebowych oraz kilka nabożeństw ze spowiedzią i komunią świętą, a także śluby.
Podczas I wojny światowej z wieży kaplicy zabrano dzwony. Nowe zainstalowano 3 kwietnia 1920 r. Podczas uroczystości wystąpił chór, co zapoczątkowało jego działalność.
W sierpniu 1921 r. rozpoczęto przygotowania do powiększenia świątyni. Prace, finansowane również przez okoliczne zbory, rozpoczęto 9 września i trwały one do 1922 r. Dzięki temu kaplica została przebudowana na mały kościół, mogący pomieścić około 100 wiernych.
15 sierpnia 1923 r. założono Czytelnię Ewangelicką, wokół której skupiła się młodzież. Organizowano imprezy, wieczorki, przedstawienia teatralne, wykłady i odczyty. Z inicjatywy czytelni odbyła się pierwsza w Hażlachu Jutrznia oraz zakupiono organy produkcji czechosłowackiej. Poświęcenia instrumentu dokonano 7 grudnia 1924 r.
Od 6 października 1929 r. prowadzono zajęcia szkółki niedzielnej. W tym samym roku odbyła się pierwsza Gwiazdka.
Z powodu braku miejsc na dotychczasowym cmentarzu, w 1932 r. zawiązano komitet jego powiększenia. Parcelę podarował Józef Kożusznik, będący przewodniczącym Zastępstwa Ewangelickiej Gminy Cmentarnej. Teren nowego cmentarza ogrodzono, a na bramie umieszczono napis Odpoczywajcie w pokoju.
Wtedy też wybudowano pomnik poległym podczas I wojny światowej. Pomnik wykonano w pracowni w Cieszynie z piaskowca pozyskanego w Rzece. Odsłonięcie pomnika i poświęcenie cmentarza odbyło się 26 czerwca 1932 r.
Podczas II wojny światowej śmierć poniosło dwóch miejscowych księży. 28 lutego 1942 r. z wieży zabrano dzwony, zaprzestano również działalności czytelni.
W 1948 r. wyremontowano elewację zewnętrzną kaplicy oraz pozyskano nowy dzwon. Wnętrze odnowiono w 1952 r. Dwa nowe dzwony zakupiono w 1959 r., a 22 listopada poświęcono.
Nabożeństwa odprawiano dwa razy w miesiącu, w dwutygodniowych odstępach, odbywały się też pogrzeby i śluby, prowadzono też szkółki niedzielne.
Z okazji stulecia zboru w 1972 r. przebudowano ołtarz oraz wyremontowano elewacje i wieżę. Zakupiono też nowe żyrandole i krzyż. W nabożeństwie w odnowionym kościele w dniu 10 września 1972 r. brał udział biskup kościoła ksiądz Andrzej Wantuła., który poświęcił ołtarz. Nowe organy elektryczne zakupiono w 1974 r.
Końcem lat 80. postanowiono o budowie nowych pomieszczeń parafialnych i rozebraniu starych. Obiekt zaprojektowany przez Edwarda Kisiela został poświęcony 17 września 1995 r. przez biskupa Pawła Anweilera.
W 1990 r. przygotowano projekt zburzenia starego kościoła i budowie na jego miejscu nowej świątyni. Zdecydowano się na pozostawienie tylko wieży. Ostatnie nabożeństwo w starym kościele miało miejsce 15 kwietnia 2001 r. Rozbiórkę rozpoczęto 17 kwietnia, a 21 września 2001 r. ukończono nową budowlę. 23 września miało miejsce pierwsze nabożeństwo. Poświęcenia kościoła dokonał ksiądz biskup Paweł Anweiler 25 sierpnia 2002 r. Zamontowano też nowy zegar na wieży, a później zakupiono nowe ławki, żyrandole i organy.
W październiku 2001 r. przy kościele działalność rozpoczęła dziecięco-młodzieżowa grupa wokalna Gloria.
Nabożeństwa w kościele odbywają się regularnie w każdą niedzielę i święta, ponadto w okresie adwentu i pasyjnym prowadzone są nabożeństwa tygodniowe.